# Elenwë
Elenwë je izmišljen lik iz Tolkienove mitologije, serije knjig o Srednjem svetu britanskega pisatelja J. R. R. Tolkiena.
Bila je vanjarska vila, Turgonova žena; imela sta hčerko Idril Celebrindal. Izgubljena je bila med noldorskim pohodom čez Helcaraxë, kjer je skoraj umrl tudi Turgon, saj jo je brezupno iskal.